# Benedenipora
Benedenipora is een mosdiertjesgeslacht uit de familie van de Benedeniporidae en de orde Ctenostomatida. De wetenschappelijke naam ervan is in 1889 voor het eerst geldig gepubliceerd door Pergens.

## Soorten
- Benedenipora catenata Pergens, 1889
- Benedenipora delicatula d'Hondt & Geraci, 1975